# マウロ・シルバ
マウロ・シルバ (Mauro Silva) ことマウロ・ダ・シウバ・ゴメス（Mauro da Silva Gomes、1968年1月12日 - ）は、ブラジル出身の元サッカー選手。ブラジル代表であった。ポジションは守備的ミッドフィールダー。

## クラブ経歴
グアラニFCからデビューし、1990年に移籍したCAブラガンチーノで2シーズンプレーした。
1992年、移籍金2億5000万ペセタ（約160万ユーロ）でスペイン・リーガ・エスパニョーラのデポルティーボ・ラ・コルーニャに移籍した。同時期には同郷のベベットもデポルティーボに加入している。1993-94シーズンには最終節でFCバルセロナに逆転を許し優勝を逃したが、優勝争いの原動力になるなど、レギュラーとしての地位を確立し、出場停止や負傷の場合以外は常に試合に出場した。1994-95シーズンはリーグ戦6試合にしか出場できなかったが、コパ・デル・レイで優勝し、1995年夏にはスーペルコパ・デ・エスパーニャでも優勝した。1999-2000シーズンには初のリーグ優勝を果たした。デポルティーボ在籍時にはUEFAチャンピオンズリーグに5度出場し、2003-04シーズンは準々決勝でACミランを破り準決勝に進出、準決勝でFCポルトに敗れたが、この時の2ndレグでは出場停止となり、チームは0-1と破れて、決勝進出を逃した。2004-05シーズンはアルド・ドゥシェルにポジションを奪われて20試合の出場にとどまり、2005年5月22日のRCDマジョルカ戦後に現役引退を宣言した。同じくクラブのレジェンドだったフランもこの試合で現役引退を表明している。

## 代表経歴
1991年にブラジル代表デビューし、2001年までに通算58試合に出場した。1994年にはアメリカで開催された1994 FIFAワールドカップではグループリーグのスウェーデン戦で途中交代した以外の全試合にフル出場して優勝、1997年にはコパ・アメリカ1997で優勝した。2002 FIFAワールドカップ・南米予選でも予選落ちの危機をロマーリオと共に救った。

## プレイスタイル
派手な存在ではなかったが、相手からボールを奪う能力に優れ、かつそのプレーはクリーンであった。中盤の底からシンプルで正確なボール捌きで前線へのつなぎ役を務めるなど、こなすべきことを黙々とくなして影からチームを支えた。

## 代表歴

### 出場大会
- ブラジル代表
  - 1994 FIFAワールドカップ

### 試合数
- 国際Aマッチ 59試合 0得点（1991年-2001年）[6]

| ブラジル代表 | 国際Aマッチ | 国際Aマッチ |
| 年           | 出場        | 得点        |
| ------------ | ----------- | ----------- |
| 1991         | 13          | 0           |
| 1992         | 7           | 0           |
| 1993         | 11          | 0           |
| 1994         | 11          | 0           |
| 1995         | 1           | 0           |
| 1996         | 1           | 0           |
| 1997         | 10          | 0           |
| 1998         | 4           | 0           |
| 1999         | 0           | 0           |
| 2000         | 0           | 0           |
| 2001         | 1           | 0           |
| 通算         | 59          | 0           |

## タイトル

### クラブ
- CAブラガンチーノ

サンパウロ州選手権 優勝: 1990
- デポルティーボ・ラ・コルーニャ

コパ・デル・レイ 優勝: 1994–95, 2001–02
スーペルコパ・デ・エスパーニャ 優勝: 1995, 2000, 2002
リーガ・エスパニョーラ 優勝: 1999–2000

### 代表
- ブラジル代表

FIFAワールドカップ 優勝 : 1994
コパ・アメリカ 優勝 : 1997
CONCACAFゴールドカップ 3位 : 1998

### 個人
- ボーラ・ジ・オーロ: 1991